# Miguel Lacanodraco
Miguel Lacanodraco (en griego: Μιχαήλ Λαχανοδράκων; fallecido el 20 de julio de 792) fue un distinguido general y fanático partidario de la iconoclasia bizantina bajo el emperador Constantino V (741-775). Como resultado de su celo iconoclasta, en 766 ascendió a un alto cargo como gobernador del Thema Tracesiano, e instigó una serie de medidas represivas contra las prácticas iconódulas, especialmente dirigidas a los monasterios. Un talentoso general, también dirigió una serie de campañas contra los árabes del Califato abasí antes de ser despedido de su cargo alrededor de 782. Recuperó el favor imperial en 790 y cayó en la batalla de Marcelae contra los búlgaros en 792.			

## Persecución de los iconófilos

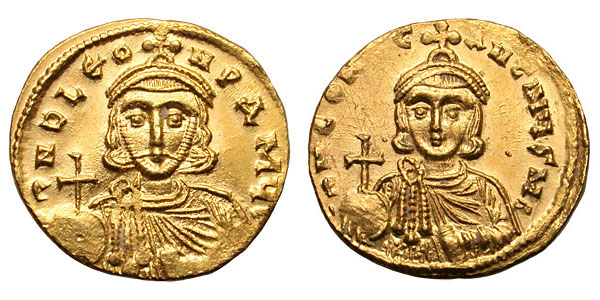
Moneda de oro del emperador León III el Isaurio, representada con su hijo y sucesor, Constantino V. León primero promovió la iconoclasia, que se convirtió en política oficial bajo Constantino.

No se sabe nada sobre los orígenes y los primeros años de Lacanodraco. Recibe un trato muy negativo en las fuentes históricas, que fueron escritas tras la derrota final de la iconoclasia bizantina; algunos se refieren a Lacanodraco únicamente como ho Drakon (ὁ Δράκων, «el Dragón», en alusión a su apellido y la Bestia del Apocalipsis). Su perspectiva profundamente iconófila significa que los informes de sus acciones, especialmente los relacionados con la supresión del culto a los iconos, son potencialmente poco confiables.
En el Concilio de Hieria en 754, Constantino V había declarado como herejía la adoración de los íconos, y por lo tanto había elevado la iconoclasta a la política imperial oficial. Al principio no se lanzó ninguna persecución de los iconófilos, pero la resistencia de los iconófilos creció, hasta que a partir de 765, Constantino comenzó a perseguir a los iconófilos, y especialmente a los monjes. El descubrimiento de un gran complot iconófilo en su contra que involucraba a algunos de los más altos funcionarios civiles y militares del estado en 766 provocó una reacción extrema. El patriarca Constantino II y otros funcionarios fueron depuestos, encarcelados, humillados públicamente y finalmente ejecutados, reemplazados por funcionarios nuevos e intransigentemente iconoclastas. Además, se condenó la veneración de las reliquias sagradas y las oraciones a los santos y a la Virgen María.

Mapa de los themas y los principales asentamientos del Asia Menor bizantina y la zona fronteriza árabe-bizantina a finales del siglo.

Hacia 763 o 764, según la hagiografía iconófila Vida de San Esteban el Joven, Lacanodraco ya se había distinguido por su fervor iconoclasta. Por orden del emperador, dirigió a un grupo de soldados en una invasión del monasterio de Pelekete en Propontis, donde arrestó a 38 monjes y sometió al resto a diversas torturas y mutilaciones. Después de incendiar el monasterio, llevó a los 38 cautivos a Éfeso, donde fueron ejecutados. En 766/767, como parte de la reorganización del emperador de los escalones superiores del Imperio bizantino, Lacanodraco fue recompensado con el importante puesto de strategos (gobernador militar) de la Thema Tracesiano, y se le otorgó el rango de patricio y protospatario imperial según su sello. Pronto comenzó una dura represión de los monasterios e iconófilos. Según Teófanes el Confesor, en 769/770 convocó a los monjes y monjas de su thema a Éfeso, los reunió en el tzicanisterio de la ciudad y los obligó a casarse, amenazándolos con cegarlos y exiliarlos a Chipre si se negaban. Aunque muchos resistieron y «se convirtieron en mártires» en palabras de Teófanes, muchos cumplieron. Los informes posteriores de monjes exiliados en Chipre que se convirtieron en cautivos árabes parecen corroborar en parte esta historia. Teófanes informa además que en 771/772, Lacanodraco disolvió todos los monasterios en el thema, confiscó y expropió sus propiedades y envió las ganancias al emperador, quien respondió con una carta agradeciéndole por su celo. Lacanodraco supuestamente hizo prender fuego a reliquias, escrituras sagradas y barbas de monjes, mató o torturó a quienes veneraban las reliquias y finalmente prohibió la tonsura. Aunque muy adornados, estos informes probablemente reflejan hechos reales. En cualquier caso, en 772, según el historiador Warren Treadgold, Lacanodraco parece haber logrado «erradicar el monaquismo dentro de su thema».

## Actividades militares

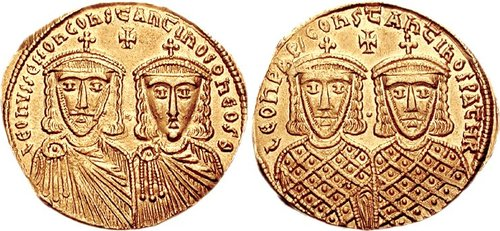
Moneda de oro del emperador León IV el Jázaro, que también representa a su hijo y coemperador Constantino VI, así como a los fundadores de la dinastía Isauria León III y Constantino V.

Lacanodraco también fue un general capaz, ganando fama por sus campañas contra los abasíes en la frontera oriental del Imperio bizantino. Durante el reinado de León IV, hijo de Constantino V, parece haber sido el comandante militar más destacado, liderando repetidamente expediciones que incluían tropas de varios themas contra los árabes.
La primera expedición de este tipo ocurrió en 778 cuando, adelantándose a una incursión árabe anticipada, Lacanodraco dirigió un gran ejército contra Germanicia. Aunque la ciudad no cayó (Teófanes afirma que el comandante árabe sobornó a Lacanodraco), el ejército bizantino derrotó a una fuerza de socorro, saqueó la región y tomó a muchos cautivos, en su mayoría jacobitas, que luego fueron reasentados en Tracia. En 780, Lacanodraco tendió una emboscada y derrotó una invasión árabe en el Thema Armeniaco, matando al hermano del comandante árabe Thumama ibn al-Walid. El historiador árabe al-Tabari registra que en 781 Lacanodraco obligó a otra invasión árabe, bajo 'Abd al-Kabir, a retirarse sin batalla, aunque Teófanes atribuye el éxito al sacelario Juan. En 782, sin embargo, fue derrotado por el general árabe al-Barmaqi durante una invasión a gran escala dirigida por el futuro califa Harún al-Rashid, perdiendo unos quince mil hombres según Teófanes. A raíz de esta derrota, y probablemente debido a su pasado iconoclasta, aparentemente fue destituido de su mando por la iconófila emperatriz-regente Irene de Atenas.
Lacanodraco reaparece en 790, cuando el joven emperador Constantino VI conspiró para revocar la tutela de Irene. El general fue enviado por Constantino al Tema Armeniaco para asegurar la lealtad de sus soldados. Constantino logró derrocar a su madre en diciembre de 790; probablemente fue entonces cuando Lacanodraco fue recompensado con el título supremo no imperial, el de magistros. Según el relato de Teofanes, participó en la campaña imperial contra los búlgaros en 792 que condujo a la desastrosa derrota en la batalla de Marcela el 20 de julio, donde fue asesinado. La historia de Juan Escilitzes registra su muerte en la batalla de Versinikia, nuevamente contra los búlgaros, en 813, pero esto es claramente un error.